# Francisco Januário da Gama Cerqueira
Francisco Januário da Gama Cerqueira (São João del-Rei, 3 de janeiro de 1827 — São José de Além Paraíba, 1889) foi um político brasileiro.
Foi presidente da província de Goiás, de 8 de outubro de 1857 a 1 de maio de 1860 e ministro dos Negócios da Justiça entre 15 de fevereiro de 1877 e 5 de janeiro de 1878 (ver Gabinete Caxias de 1875).